# Sun Air (Việt Nam)
Sun Air (Công ty TNHH Sun Air) là hãng hàng không phân khúc hạng sang đầu tiên tại Việt Nam. Hãng được cấp giấy phép kinh doanh vào ngày 2 tháng 3 năm 2022 bởi Bộ Giao thông Vận tải. 

## Đội bay
Theo một số hãng tin tại Việt Nam, trong quý 3/2022, hãng sẽ khai thác dòng máy bay phản lực thương gia Gulfstream G650ER.
| Máy bay           | Số lượng | Ghi chú |
| ----------------- | -------- | ------- |
| Gulfstream G650ER | 4        |         |

## Cung cấp chuyên cơ hạng sang
Ngày 23 tháng 3 năm 2022, Gulfstream, hãng chuyên cung cấp máy bay phản lực hạng sang, đã ký kết hợp tác độc quyền với Sun Air. Trong thỏa thuận đã ký kết, hãng cam kết sẽ hỗ trợ Gulfstream phát triển thị trường tại Việt Nam. Sau lễ ký kết, hãng cùng với Gulfstream sẽ bắt tay tổ chức triển lãm máy bay "Gulfstream Airshow" ở Cảng hàng không quốc tế Vân Đồn vào quý III.